# Onder ons (Bazart)
Onder ons is een single van de Belgische band Bazart in samenwerking met de Nederlandse zangeres Eefje de Visser uit 2018. Het stond in hetzelfde jaar als derde track op het album 2 van Bazart.

## Achtergrond
De schrijverscredits van Onder ons zijn toegeschreven aan Eefje de Visser, Mathieu Terryn en de andere bandleden van Bazart en de produceercredits aan Luke Smith en de bandleden van Bazart. Het is een Nederlandstalige indiepopnummer waarin de artiesten zingen over een relatie, welke smelt in de zon en mogelijk nooit meer wordt zoals het eerder was. De gebeurtenis die dit heeft veroorzaakt wordt niet toegelicht.
Het is de eerste keer dat de artiesten met elkaar samenwerken. Zanger Mathieu Terryn vertelde dat de samenwerking met De Visser heel soepel verliep en hij denk dat ze in de toekomst opnieuw met elkaar zullen samenwerken. Dit is anno 2022 nog niet gebeurd. Terryn vertelde ook dat hij al lang fan was van De Visser en dat hij erg trost was om met haar samen te werken. 
In 2019 was de single 10.000 keer verkocht en werd goud. Bij de uitreiking op Qmusic brachten ze een rustigere versie van het lied ten gehore. Een nog ingetogenere versie is de akoestische versie die ze live ten gehore brachten bij Radio 1. Deze liveversie is op de deluxe versie van het album 2 te vinden als achtste track. 

## Hitnoteringen
Het lied was een hit in België. Het piekte op de zeventiende plek van de Vlaamse Ultratop 50 en was daarin vijftien weken te vinden. Er was geen notering in een Nederlandse hitlijst.